# Notre-Dame-d’Elle
Notre-Dame-d’Elle település Franciaországban, Manche megyében. Lakosainak száma 178 fő (2018. január 1.). Notre-Dame-d’Elle Bérigny, Rouxeville, Saint-Germain-d’Elle és Saint-Jean-d'Elle községekkel határos.

## Népesség
A település népességének változása:
| Lakosok száma | 127  | 123  | 130  | 119  | 122  | 130  | 143  | 169  | 176  | 178  |
|               | 1962 | 1968 | 1982 | 1990 | 1999 | 2008 | 2011 | 2013 | 2017 | 2018 |